# Pulmonologi
Pulmonologi är en invärtesmedicinsk specialitet som behandlar sjukdomar i respirationssystemet, till exempel luftvägarna, lungorna och brösthålan.